# Hōshō (tàu sân bay Nhật)
Hōshō (tiếng Nhật: 鳳翔; phiên âm Hán-Việt: Phụng tường, cú lượn của chim phượng) là chiếc tàu sân bay đầu tiên của Hải quân Đế quốc Nhật Bản vào năm 1921, và là chiếc tàu sân bay đầu tiên của thế giới được thiết kế ngay từ đầu vào mục đích này được đưa vào hoạt động.
Tiền thân của nó trong lịch sử của Hải quân Đế quốc Nhật Bản là những chiếc tàu chở thủy phi cơ; như là chiếc Wakamiya (được cải biến vào năm 1920 thành một tàu sân bay với một sàn phóng máy bay phía trước), hay chiếc Notoro.

## Cấu tạo
Sườn của chiếc Hōshō được dựa trên thiết kế một chiếc tàu tuần dương, nhưng không phải là một sự cải biến. Nó được cấu tạo ngay từ lườn như là một tàu sân bay. Hōshō được đưa vào hoạt động vào ngày 27 tháng 12 năm 1922, mười ba tháng trước chiếc tàu sân bay đầu tiên của Hải quân Hoàng gia Anh được chế tạo ngay từ đầu nhằm mục đích này là chiếc Hermes, vốn được thiết kế trước chiếc Hōshō. Tuy nhiên, chiếc Hōshō thoạt đầu được hình thành như là một sự pha trộn giữa một tàu sân bay và một tàu chở thủy phi cơ; và chỉ trong quá trình chế tạo mà thiết kế của nó được cải biến để trở thành một tàu sân bay chuyên dụng.
Thiết kế của nó nguyên thủy dựa trên lườn một chiếc tàu tuần dương, một sàn đáp với phần phía trước được hạ thấp xuống nhằm tạo sự gia tốc để máy bay cất cánh, một đảo cấu trúc thượng tầng bên mạn phải, và ba ống khói bên mạn phải có thể nghiêng xuống khi máy bay hoạt động. Sau các hoạt động thử nghiệm, nó được cải tiến bằng cách tháo dỡ đảo cấu trúc thượng tầng và làm phẳng sàn đáp, khiến cho nó có dạng một sàn đáp phẳng.

## Lịch sử hoạt động

### Chiến tranh Trung-Nhật
Là chiếc tàu đầu tiên trong kiểu của nó của Hải quân, Hōshō được sử dụng một cách tích cực trong việc phát triển các phương pháp hoạt động và chiến thuật sử dụng tàu sân bay của Hải quân Đế quốc Nhật Bản trong những năm 1920. Việc này được mở đầu bởi chiếc tàu chở thủy phi cơ Wakamiya năm 1913, vốn đã đóng góp và việc phát triển kỹ thuật tàu sân bay mà Hōshō sử dụng. Đến năm 1932, lực lượng không quân của Hōshō bao gồm chín máy bay tiêm kích A1N1 (Kiểu 3), ba máy bay ném bom B1M2 (Kiểu 13) và ba máy bay trinh sát C1M (Kiểu 10).
Nó đã tham gia hoạt động trong sự kiện Thượng Hải (ném bom Thượng Hải vào ngày 28 tháng 1 năm 1932) và trong cuộc chiến tranh Trung-Nhật năm 1937. Từ tháng 8 đến tháng 12 năm 1937, Hōshō, như là một phần của Hạm đội Tàu sân bay thứ nhất cùng với chiếc Ryūjō, đã hỗ trợ các hoạt động đổ bộ của Lục quân Nhật Bản vào Trung Quốc. Vào lúc này lực lượng không quân của nó bao gồm chín máy bay tiêm kích Nakajima A2N và sáu máy bay cường kích Yokosuka B3Y1 .
Đến năm 1937, lực lượng không quân của Hōshō bao gồm chín máy bay tiêm kích A4N1 (Kiểu 95), và sáu máy bay ném bom B3Y1 (Kiểu 92)

### Thế Chiến II
Vào lúc khởi đầu Thế Chiến II, Hōshō đã bị các kiểu tàu khác vượt qua. Nó quá nhỏ và quá chậm để có thể mang được các kiểu máy bay mới nhất hoạt động trên tàu sân bay như Mitsubishi A6M Zero. Tuy vậy nó cũng từng tham gia hoạt động trong trận Midway vào tháng 6 năm 1942, cung cấp sự hỗ trợ khiêm tốn cho hạm đội chính. Lực lượng không quân của nó bao gồm tám máy bay ném ngư lôi cánh kép Yokosuka B4Y1 'Jean' với bộ càng đáp cố định . Chính một trong những chiếc máy bay này đã chụp ảnh chiếc tàu sân bay Hiryu đang bị cháy và đang trôi dạt vào xế chiều ngày 4 tháng 6 năm 1942.
Các nỗ lực đã được thực hiện nhằm tìm cách kéo dài và mở rộng sàn đáp, nhưng việc này làm suy yếu độ ổn định và khả năng đi biển của nó. Chiếc tàu được đưa về làm nhiệm vụ huấn luyện trong vùng biển nội địa Nhật Bản từ năm 1943.

### Sau chiến tranh
Sau chiến tranh, nó được sử dụng để chuyên chở nhân sự Nhật Bản hồi hương từ nước ngoài cho đến tận tháng 6 năm 1946. Hōshō là một trong bốn tàu sân bay của Hải quân Đế quốc Nhật Bản còn sống sót sau chiến tranh, nhưng nó bị tháo dỡ vào năm 1947.

## Danh sách thuyền trưởng
- Ryutaro Kaizu (sĩ quan trang bị trưởng): 13 tháng 11 năm 1921 - 27 tháng 12 năm 1922
- Jiro Toshima: 27 tháng 12 năm 1922 - 1 tháng 4 năm 1923
- Heizaburo Fukuyo: 1 tháng 4 năm 1923 - 1 tháng 12 năm 1923
- Ryutaro Kaizu: 1 tháng 12 năm 1923 - 15 tháng 4 năm 1925
- Seizaburo Kobayashi: 15 tháng 4 năm 1925 - 1 tháng 11 năm 1926
- Giichiro Kawamura: 1 tháng 11 năm 1926 - 1 tháng 11 năm 1927
- Kiyoshi Kitagawa: 1 tháng 11 năm 1927 - 10 tháng 12 năm 1928
- Goro Hara: 10 tháng 12 năm 1928 - 30 tháng 11 năm 1929
- Hideho Wada: 30 tháng 11 năm 1929 - 1 tháng 12 năm 1930
- Eijiro Kondo: 1 tháng 12 năm 1930 - 14 tháng 11 năm 1931
- Rokuro Horie: 14 tháng 11 năm 1931 - 1 tháng 12 năm 1932
- Teizo Mitsunami: 1 tháng 12 năm 1932 - 20 tháng 10 năm 1933
- Rokukichi Takeda: 20 tháng 10 năm 1933 - 15 tháng 11 năm 1934
- Seigo Yamagata: 15 tháng 11 năm 1934 - 12 tháng 6 năm 1935
- Kokichi Terada: 12 tháng 6 năm 1935 - 15 tháng 11 năm 1935
- Munetaka Sakamaki: 15 tháng 11 năm 1935 - 16 tháng 11 năm 1936
- Rynosuke Kusaka: 16 tháng 11 năm 1936 - 16 tháng 10 năm 1937
- Takatsugu Jojima: 16 tháng 10 năm 1937 - 15 tháng 11 năm 1939
- Kaku Harada: 15 tháng 11 năm 1939 - 20 tháng 8 năm 1940
- Ushie Sugimoto: 20 tháng 8 năm 1940 - 11 tháng 11 năm 1940
- Tomozo Kikuchi: 11 tháng 11 năm 1940 - 5 tháng 9 năm 1941
- Kaoru Umetani: 5 tháng 9 năm 1941 - 1 tháng 8 năm 1942
- Bunjiro Yamaguchi: 1 tháng 8 năm 1942 - 15 tháng 11 năm 1942
- Katsuji Hattori: 15 tháng 11 năm 1942 - 5 tháng 7 năm 1943
- Takeo Kaizuka: 5 tháng 7 năm 1943 - 18 tháng 12 năm 1943
- Yoshi Matsuura: 18 tháng 12 năm 1943 - 1 tháng 3 năm 1944
- Kiyoshi Koda: 1 tháng 3 năm 1944 - 6 tháng 7 năm 1944
- Yujiro Takarada: 6 tháng 7 năm 1944 - 5 tháng 3 năm 1945
- Shuichi Osuga: 5 tháng 3 năm 1945 - 18 tháng 5 năm 1945
- Keiji Furutani: 18 tháng 5 năm 1945 - 20 tháng 9 năm 1945
- Kunizo Kanaoka: 20 tháng 9 năm 1945 - 31 tháng 8 năm 1946